# Jal
Jal (урду: جل, Вода) — пакистанская рок-группа, основанная Гохаром Мумтазом.
Первоначально членами группы были Атиф Аслам и Гохар Мумтаз, но позднее Атиф был заменён Фархан Саидом и Аамир Шерасом. Группа является одной из первых современных пакистанских музыкальных коллективов, которые стали сочетать традиционный вокал на урду с современной поп-музыкой.
Музыка группы Jal относится к стилю Поп. В своих песнях они широко используют гитару, и в одной композиции одновременно звучит до трёх гитар. Первый альбом коллектива Aadat (2004) был записан в стиле поп-рок, однако работая над вторым альбомом, группа позволила себе больше экспериментов.
На творчество коллектива оказало влияние таких пакистанских групп как Junoon, Vital Signs, Fuzon и Awaz.

## Дискография
- 2004 — Aadat
- 2007 — Boondh.